# Eartha Kitt
(Eartha Kitt, Rejuvenate!)
Eartha Kitt, pseudonimo di Eartha Mae Keith (North, 17 gennaio 1927 – Weston, 25 dicembre 2008), è stata una cantante, attrice e ballerina statunitense, conosciuta anche per le sue performance nel teatro di cabaret.
Star di valore mondiale, è ricordata per essere stata interprete della canzone natalizia del 1953 Santa Baby e per il ruolo di Catwoman ricoperto nella terza e ultima stagione della serie televisiva Batman.
In Italia pubblicò negli anni cinquanta alcuni 33 giri per la RCA Italiana, partecipando al Festival di Sanremo 1968 con il brano Che vale per me (scritta da Carlo Alberto Rossi su testo della moglie Marisa Terzi), cantata in coppia con Peppino Gagliardi.
Mostrando una notevole vis autoironica, nel 1992 entrò nel cast del film di Eddie Murphy Il principe delle donne, nel ruolo di Lady Eloise.

## Biografia

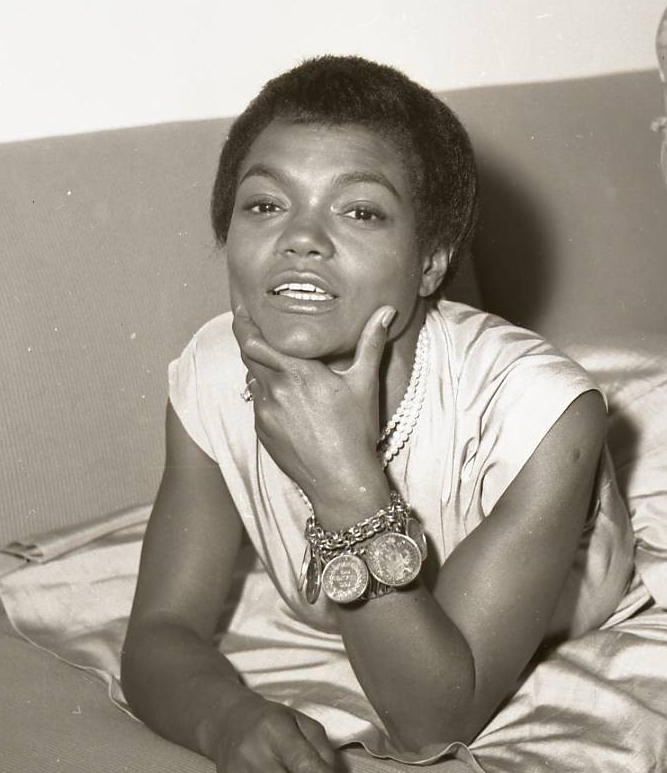
Eartha Kitt nel 1957

Eartha Kitt conobbe il successo cinematografico accanto ad un grande della canzone, Nat King Cole, con cui interpretò nel 1958 il film St. Louis Blues dedicato ad un genere musicale che la riportava alle sue origini. Come interprete di canzoni aveva già al suo attivo numerosi hit.

Si ricordano:
- C'est si bon
- Santa Baby
- Old Fashioned Girl
- Üskü Dara
- Where Is My Man

Nata il 17 gennaio 1927 a North, nella Carolina del Sud, da madre nera-cherokee e padre tedesco-olandese, la sua nascita fu il frutto di una violenza carnale. Crebbe fra le piantagioni della Carolina del Sud e dovette faticare per affermarsi nel mondo dello spettacolo con il proprio talento e glamour.
Raccontò la sua vita in tre libri autobiografici (il primo, Thursday's Child nel 1956), forse enfatizzando alcuni episodi che la riguardavano da vicino. Sta di fatto che era una semplice ragazza del sud degli USA, quando nei primi anni cinquanta fu notata da Orson Welles mentre cantava in un locale di Parigi lo standard C'est Si Bon. Welles la invitò al suo tavolo e i due strinsero amicizia. Risultato: Kitt venne ingaggiata per recitare accanto a lui in teatro nel ruolo di Elena di Troia in The Tragical History of Doctor Faustus.
A New York studiò alla scuola di danza di Katherine Dunham, la stessa frequentata da James Dean. Divenuta un'attrazione dei night-club à la page e dei teatri di Broadway, seppe cogliere nel 1958 la grande occasione che il cinema le offriva interpretando al fianco di Nat King Cole St. Louis Blues, prima di interpretare - fra il 1966 e il 1968 - il ruolo della conturbante Catwoman - nella terza stagione della serie televisiva Batman.
La sua carriera subì un brusco rallentamento nel 1968 quando si pronunciò contro la guerra del Vietnam. Ad un party offerto dalla first lady Bird Johnson - moglie dell'allora presidente Lyndon B. Johnson - richiestole che cosa ne pensasse del conflitto nel sud-est asiatico, rispose freddamente che finché si fosse mandato a morte ingiustamente il meglio della gioventù americana non vi era da meravigliarsi se le manifestazioni di piazza si sarebbero via via moltiplicate.
Il commento la rese impopolare nel mondo dello spettacolo statunitense e la Kitt dovette cercare lavoro in Europa e in Asia. Il successo in patria tornò solo un decennio dopo, quando la Kitt trionfò a Broadway con il musical Timbuktu!, che le valse una candidatura al Tony Award alla migliore attrice non protagonista. Negli anni ottanta la sua carriera e il suo successo si consolidarono nuovamente grazie al primo disco d'oro ottenuto con Where Is My Man (1984) e al debutto londinese con il musical Follies, in cui nel 1988 rimpiazzò Dolores Gray. Negli anni novanta tornò a recitare in Follies a Berlino (1991) e ricoprì ruoli da guest star in numerose serie TV, oltre che girare per gli Stati Uniti con la tournée del musical tratto da Il mago di Oz, in cui interpretava la malvagia strega dell'Ovest.
Gli anni duemila furono inaugurati con il successo de Le follie dell'imperatore e il suo doppiaggio del ruolo dell'antagonista Yzma le valse l'Annie Award. Lo stesso anno tornò a Broadway con The Wild Party e per la sua performance nel ruolo della star dimenticata Dolores fu candidata al Tony Award alla miglior attrice non protagonista in un musical. Nel 2003 tornò per l'ultima volta a Broadway con il musical Nine, mentre l'anno successivo fece il suo debutto alla New York City Opera con l'adattamento musicale di Cenerentola ad opera di Rodgers e Hammerstein, in cui interpretava la Fata Madrina. Dopo aver doppiato ancora Yzma ne Le follie di Kronk e A scuola con l'imperatore, Eartha Kitt continuò a prestare la propria voce a personaggi di American Dad!, I Simpson e Wonder Pets, per cui vinse un Daytime Emmy Award nel 2009.
Morì il giorno di Natale del 2008, a 81 anni, nella sua casa a Weston, nel Connecticut, per un cancro al colon. Di sé aveva scritto:

## Vita privata
Fu sposata dal 1960 al 1965 con John "Bill" McDonald. La coppia ebbe una figlia, Kitt.

## Filmografia

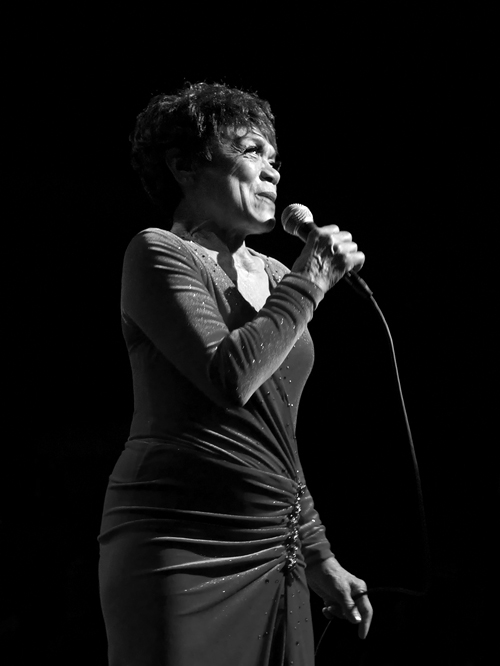
Eartha Kitt nel 2007

### Attrice

#### Cinema
- Casbah, regia di John Berry (1948)
- Parigi è sempre Parigi, regia di Luciano Emmer (1951)
- Il segno del falco (The Mark of the Hawk), regia di Michael Audley (1957)
- St. Louis Blues, regia di Allen Reisner (1958)
- Anna Lucasta - La ragazza che scotta (Anna Lucasta), regia di Arnold Laven (1958)
- La capanna dello zio Tom (Onkel Toms Hütte), regia di Géza Radványi (1965)
- Erik il Vikingo (Erik the Viking), regia di Terry Jones (1989)
- Il principe delle donne (Boomerang), regia di Reginald Hudlin (1992)
- Harriet, la spia (Harriet the Spy), regia di Bronwen Hughes (1996)
- Holes - Buchi nel deserto (Holes), regia di Andrew Davis (2003)

#### Televisione
- Omnibus – serie TV, 1 episodio (1955)
- Playhouse 90 – serie TV, 1 episodio (1958)
- La legge di Burke (Burke's Law) – serie TV, episodio 2x25 (1965)
- Ben Casey – serie TV, episodio 4x31 (1965)
- Le spie (I Spy) – serie TV, episodio 1x06 (1965)
- Missione impossibile (Mission: Impossible) – serie TV, 1 episodio (1967)
- Batman – serie TV, 5 episodi (1967-1968)
- Gli invincibili (The Protectors) – serie TV, episodio 2x23 (1974)
- Miami Vice – serie TV, episodio 2x02 (1985)
- Matrix – serie TV, 1 episodio (1993)
- Living Single – serie TV, 1 episodio (1995)
- La tata (The Nanny) – serie TV, 2 episodi (1996)
- Il famoso Jett Jackson (The Famous Jett Jackson) – serie TV, 1 episodio (1999)

### Doppiatrice
- La famiglia della giungla – serie animata, 1 episodio (1998)
- Mowgli e il libro della giungla (The Jungle Book: Mowgli's Story), regia di Nick Marck (1998)
- Le follie dell'imperatore (The Emperor's New Groove), regia di Mark Dindal (2000)
- Le follie di Kronk (Kronk's New Groove), regia di Saul Andrew Blinkoff e Elliot M. Bour (2005)
- A scuola con l'imperatore – serie animata, 36 episodi (2006-2008)
- American Dad! – serie animata, 1 episodio (2007)

## Teatro
- Timbuktu!, libretto di Luther Davis, colonna sonora di Robert Wright, George Forrest e Alexander Borodin, regia di Geoffrey Holder. Kennedy Center di Washington, Mark Hellinger Theatre di Broadway (1978)
- Follies, libretto di James Goldman, colonna sonora di Stephen Sondheim, regia di Mike Ockrent. Shaftesbury Theatre di Londra (1988)
- Follies, libretto di James Goldman, colonna sonora di Stephen Sondheim, regia di Helmut Baumann. Theater des Westens di Berlino (1991)
- Il mago di Oz, libretto di L. Frank Baum, colonna sonora di Harold Arlen, testi di E. Y. Harburg. Tour statunitense (1999)
- The Wild Party, libretto e colonna sonora di Michael John LaChiusa, regia di George C. Wolfe. Virginia Theatre di Broadway (2000)
- Cinderella, libretto di Oscar Hammerstein II, colonna sonora di Richard Rodgers, regia di Gabriel Barre. Tour statunitense (2000)
- Nine, libretto di Arthur Kopit, colonna sonora di Maury Yeston, regia di David Leveaux. Eugene O'Neill Theatre di Broadway (2003)
- Cinderella, libretto di Oscar Hammerstein II, colonna sonora di Richard Rodgers, regia di Baayork Lee. New York City Opera di New York (2004)

## Doppiatrici italiane
- Gioietta Gentile in Batman
- Ludovica Modugno in Holes - Buchi nel deserto
- Lydia Simoneschi in Il segno del falco
- Vittoria Febbi in Mowgli e il libro della giungla

Da doppiatrice è sostituita da:
- Anna Marchesini in Le follie dell'imperatore